# Minardi M195
El Minardi M195 fue un coche de Fórmula 1 diseñado por Aldo Costa para el equipo Minardi. El M195 original se utilizó en la temporada 1995 de Fórmula 1, mientras que una versión actualizada, el M195B, se utilizó en la temporada 1996. A lo largo de sus dos temporadas de competición, el coche fue conducido por los italianos Pierluigi Martini, Luca Badoer, Giancarlo Fisichella y Giovanni Lavaggi, el portugués Pedro Lamy y el brasileño Tarso Marques.

## Caso legal Mugen-Honda
El M195 había sido diseñado para montar un motor Mugen-Honda, ya que Minardi esperaba utilizar motores Mugen-Honda durante la temporada 1995. Una decisión de último minuto de Mugen de suministrar a Ligier dejó a Minardi luchando por adaptar su monoplaza para llevar un motor ED de Ford Motor Company. Giancarlo Minardi, el propietario del equipo, amenazó con emprender acciones legales por el asunto. Minardi declaró: "Estamos muy orgullosos porque hemos tenido que diseñar dos coches diferentes en el tiempo que normalmente se necesita para hacer solo uno. Hubo un acuerdo con Mugen Co. Ltd. pero no se respetó".

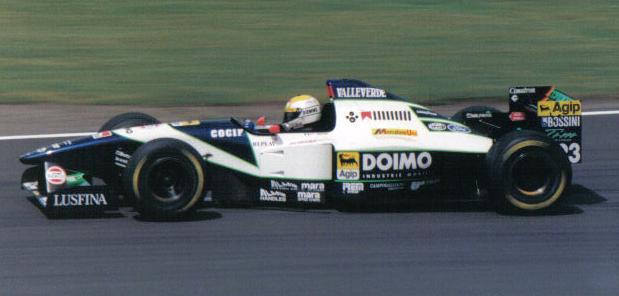
Pierluigi Martini conduciendo el M195 en el Gran Premio de Gran Bretaña de 1995.

Minardi ganó la demanda, pero no se concedió indemnización por daños y perjuicios. El tribunal dictaminó que el acuerdo entre Minardi y Mugen estaba "llegando a un punto de acuerdo mutuo por lo que era legítimo esperar que el contrato se hubiera concluido efectivamente". Minardi apeló la ausencia de daños y perjuicios y en una contramedida, Flavio Briatore (propietario de Ligier en ese momento) hizo confiscar el equipo de Minardi en el Gran Premio de Francia debido a que Minardi le debía dinero a una de sus empresas por su acuerdo de motores de 1993. El asunto se resolvió fuera de los tribunales. El dinero que Minardi debía fue olvidado y Briatore pagó 1 millón de dólares a Minardi para compensarlos por la pérdida de los motores Mugen-Honda.

## Minardi M195B

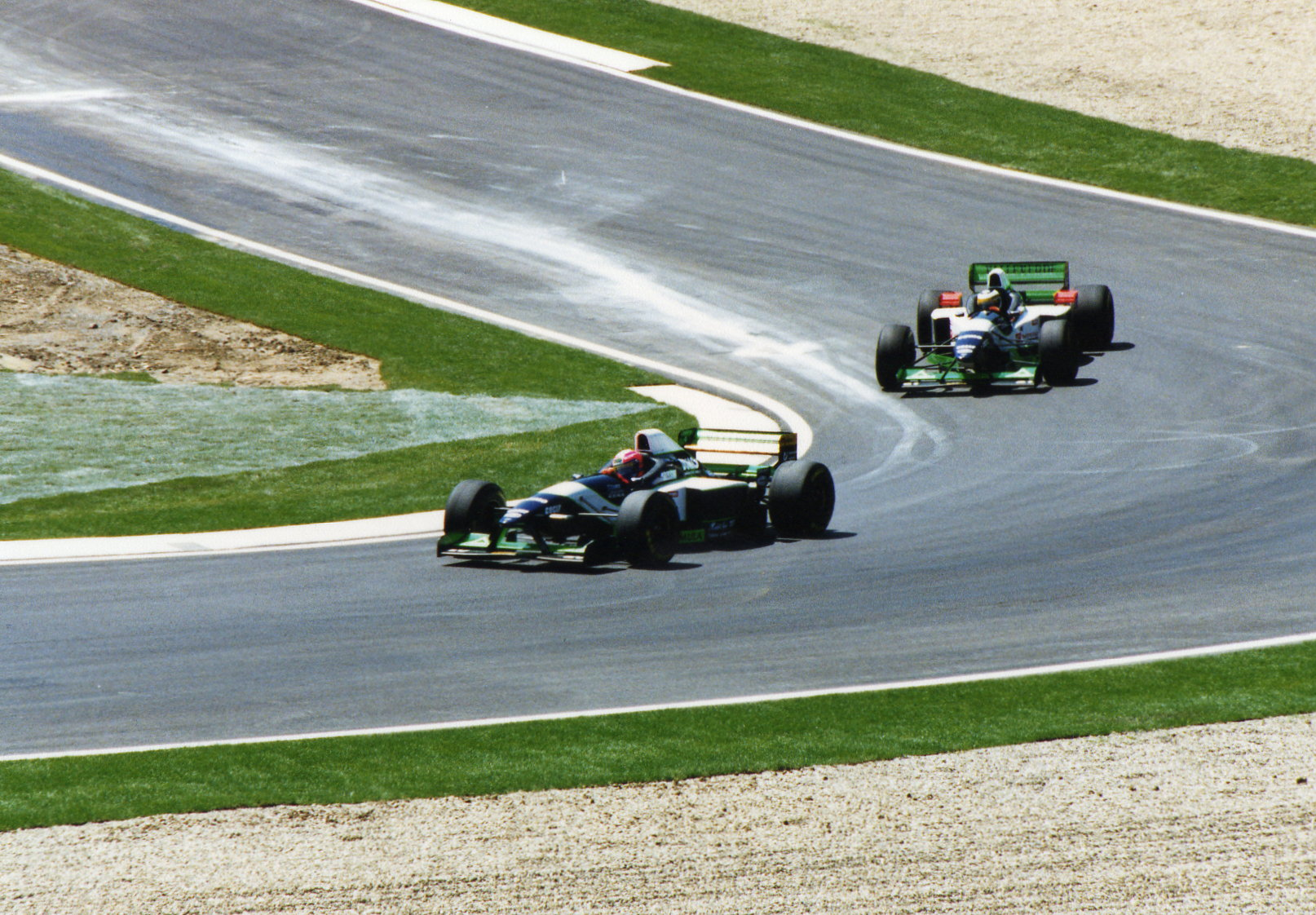
Pedro Lamy y el novato Giancarlo Fisichella conduciendo el M195B en la sesión de entrenamientos del Gran Premio de San Marino de 1996.

El coche se actualizó para 1996, con la principal diferencia visible siendo los laterales del habitáculo más altos según las nuevas normas sobre seguridad del conductor. Pedro Lamy ocupó el asiento 20; Giancarlo Fisichella, luego Tarso Marques y finalmente Giovanni Lavaggi ocuparon el asiento 21. El M195B no obtuvo puntos para el campeonato.

## Livery
El M195 y el M195B tenían una combinación de colores en blanco y negro, con alas pintadas de verde fluorescente de los principales patrocinadores Doimo y Valleverde.
En el Gran Premio de Australia de 1995, un mensaje decía "Grazie Adelaide" ("Gracias Adelaida"), mientras el equipo se despedía de la ciudad que allí celebró la carrera.

## Resultados
(Clave) (negrita indica pole position) (cursiva indica vuelta rápida)

| Año     | Chasis | Motor   | Neu. | N.º | Pilotos              | 1   | 2   | 3   | 4   | 5   | 6   | 7   | 8   | 9   | 10  | 11  | 12  | 13  | 14  | 15  | 16  | 17  | Puntos | Pos. |
| ------- | ------ | ------- | ---- | --- | -------------------- | --- | --- | --- | --- | --- | --- | --- | --- | --- | --- | --- | --- | --- | --- | --- | --- | --- | ------ | ---- |
| 1995    | M195   | Ford V8 | G    |     |                      | BRA | ARG | SMR | ESP | MON | CAN | FRA | GBR | GER | HUN | BEL | ITA | POR | EUR | PAC | JPN | AUS | 1      | 10º  |
| 1995    | M195   | Ford V8 | G    | 23  | Pierluigi Martini    | DNS | Ret | 12  | 14  | 7   | Ret | Ret | 7   | Ret |     |     |     |     |     |     |     |     | 1      | 10º  |
| 1995    | M195   | Ford V8 | G    | 23  | Pedro Lamy           |     |     |     |     |     |     |     |     |     | 9   | 10  | Ret | Ret | 9   | 13  | 11  | 6   | 1      | 10º  |
| 1995    | M195   | Ford V8 | G    | 24  | Luca Badoer          | Ret | DNS | 14  | Ret | Ret | 8   | 13  | 10  | Ret | 8   | Ret | Ret | 14  | 11  | 15  | 9   | DNS | 1      | 10º  |
| 1996    | M195B  | Ford V8 | G    |     |                      | AUS | BRA | ARG | EUR | SMR | MON | ESP | CAN | FRA | GBR | GER | HUN | BEL | ITA | POR | JPN |     | 0      | NC   |
| 1996    | M195B  | Ford V8 | G    | 20  | Pedro Lamy           | Ret | 10  | Ret | 12  | 9   | Ret | Ret | Ret | 12  | Ret | 12  | Ret | 10  | Ret | 16  | 12  |     | 0      | NC   |
| 1996    | M195B  | Ford V8 | G    | 21  | Giancarlo Fisichella | Ret |     |     | 13  | Ret | Ret | Ret | 8   | Ret | 11  |     |     |     |     |     |     |     | 0      | NC   |
| 1996    | M195B  | Ford V8 | G    | 21  | Tarso Marques        |     | Ret | Ret |     |     |     |     |     |     |     |     |     |     |     |     |     |     | 0      | NC   |
| 1996    | M195B  | Ford V8 | G    | 21  | Giovanni Lavaggi     |     |     |     |     |     |     |     |     |     |     | DNQ | 10  | DNQ | Ret | 15  | DNQ |     | 0      | NC   |
| Fuente: |        |         |      |     |                      |     |     |     |     |     |     |     |     |     |     |     |     |     |     |     |     |     |        |      |